# 陣 (全日本プロレス)
陣 JIN（じん）は、かつて全日本プロレスで活動していたプロレスのユニット。同団体所属のジェイク・リー、野村直矢、岩本煌史の3名によって結成された。

## 経歴
オリジナルメンバーのジェイクと岩本は、2018年より崔領二、佐藤恵一らと「Sweeper」というユニットで活動していたが、2019年世界最強タッグ決定リーグ戦中にSweeperは解散を宣言。同年2月にNEXTREAMを脱退した野村が合流し、12月21日新木場1stRING大会の試合前に新ユニット「陣 JIN」を結成した。
その後2020年1月18日に、プロレスリングBASARAの阿部史典が岩本の勧誘で加入。翌1月19日に年始より野村とライバル関係となり遺恨を作っていた2AWの吉田綾斗が加入した。
同年2月6日には、初の陣プロデュース興行〜陣初陣〜を開催。しかし野村が頸椎椎間板ヘルニアにより2月11日より長期欠場となった。
2021年2月23日、ジェイク&岩本&TAJIRI vs Enfants Terribles（芦野祥太郎&羆嵐&土肥こうじ）の試合において、かねてより不穏な空気のあったEnfants Terriblesが芦野を袋だたきにする形で仲間割れ。そこにジェイクが加担し、止める岩本へも攻撃して、陣も仲間割れとなる。ジェイクは芦野を裏切ったメンバーらと結託、岩本は芦野とともに諏訪魔らと合流。吉田もTwitterでジェイクを非難し、陣は空中分解となった。
その後、野村と岩本が2021年をもって、ジェイクが2022年をもって全日本を退団している。

## メンバー
- ジェイク・リー（2019年12月21日 - 2021年2月23日）
- 野村直矢（2019年12月21日 - 2021年2月23日）
- 岩本煌史（2019年12月21日 - 2021年2月23日）
- 阿部史典（2020年1月18日 - 2021年2月23日）プロレスリングBASARA
- 吉田綾斗（2020年1月19日 - 2021年2月23日）2AW

## 戦績
第108代アジアタッグ王座
ジェイク・リー&岩本煌史（結成時より保持）
第53代世界ジュニアヘビー級王座
岩本煌史